# Sisymbrium haitiense
Sisymbrium haitiense är en korsblommig växtart som beskrevs av Otto Eugen Schulz. Sisymbrium haitiense ingår i släktet gatsenaper, och familjen korsblommiga växter. Inga underarter finns listade i Catalogue of Life.